# Michelle Yazar
Marlene Parra en Kurdo میشێل یازەر  (Bogotá, Cundinamarca, Colombia; 20 de septiembre de 1965). Es reconocida por su trabajo como Ciber Autora en las reconocidas plataformas de lectura en China y Singapur; Webnovel y Noveltoon, donde cuenta con una gran base de lectores tanto en Asia como en África.  
Es una destacada escritora colombiana y ha sido llamada como “La escritora del Oriente” por su influyente labor en redes sociales.  
Además de su exitosa carrera literaria, Yazar es CEO y Directora de Programa Urbano A fuego. Asimismo, es la mente creativa detrás del pódcast "Escritos de un poeta".

## Carrera
Su vocación como autora y escritora comenzó cuando estudiaba secretariado comercial a la edad de los 15 años, aprendiendo a usar la máquina de escribir de forma autodidacta, siendo así como se figuró “joven promesa de la literatura” en el sur de Bogotá. La combinación entre la literatura y la vida misionera, la llevó a viajar a diferentes partes de Colombia hasta 1991.
Yazar se retira de la literatura, para enfocarse en su familia, hasta el año 2009, cuando comienza a escribir cuentos, poesía, novelas, artículos, en el portal español Artigoo, colocándose en los primeros lugares del sitio web.
En el año 2012, Michelle reanuda sus viajes como misionera  a Chile, creando en el mismo mes de junio, el programa popular de la música Góspel, Programa Urbano A fuego, transmitido por la radio Awc de Perú.
Inicia la amplitud de su cosmovisión literaria en el año 2014, cuando conoce por primera vez Turquía, estableciendo conexiones laborales. Su trabajo en el oriente se fortalece, cuando comienza ganar el favoritismo del pueblo Kurdo y es así como hasta el día de hoy, tiene el respeto de su “gente”, como lo declara ella.
"Kurdistan, axa ku çiyayên wan wek xalîçeyên kesk ên hêviyê ne.
Cilên wan, gelek rengên ku notên ku sedemên biharan dirêj dikin.
Kenên zarokên wan wek notên awazan, yên ku wek ewran ji zimanê wan bilind dibin.
Ew roniyên şevan in, yên ku deng di dûrahiya qeyikan de bi hev ve girêdayî ne, pirên wê yên nû yên nû derbas dibin, mîna dîroka wê di nav kolanên kevirî de, di nav baskên ku bi bîhn û çêjên xwe vedixwînin.
Bi dîwarên wê ve hatiye koordînekirin, li wir çîroka bav, bira, jin û mêrên ku alayên xwe bilind dikin ji aliyê hezar birayên ku bi mîlyonan ve tên ba hev vedibêje.
Ji ber ku ew beşek in ji mirovatiya ku rûyê xwe şuştiye, ji xewa giran ku diqîre: ¡AZADÎ!".
Fragmento en kurdo, tomado de su poemario en conmemoración del referéndum 2017  "KURDISTÁN, TIERRA DE LIBERTAD".
En el año 2019, pública bajo la antología Entre 4 paredes,  de la Editorial ITA Su cuento corto titulado “María Isabel”, historia que relata el amor entre una gitana y un marinero español, cautivando al público durante su estreno en el año 2020. 
Participó en las publicaciones de revistas como “Poetas amigos”, del escritor español José Antonio Hervás

Durante esta transición, Michelle, realiza varias novelas cortas y cuentos para niños, en espera de ser publicados en los próximos cinco años. 

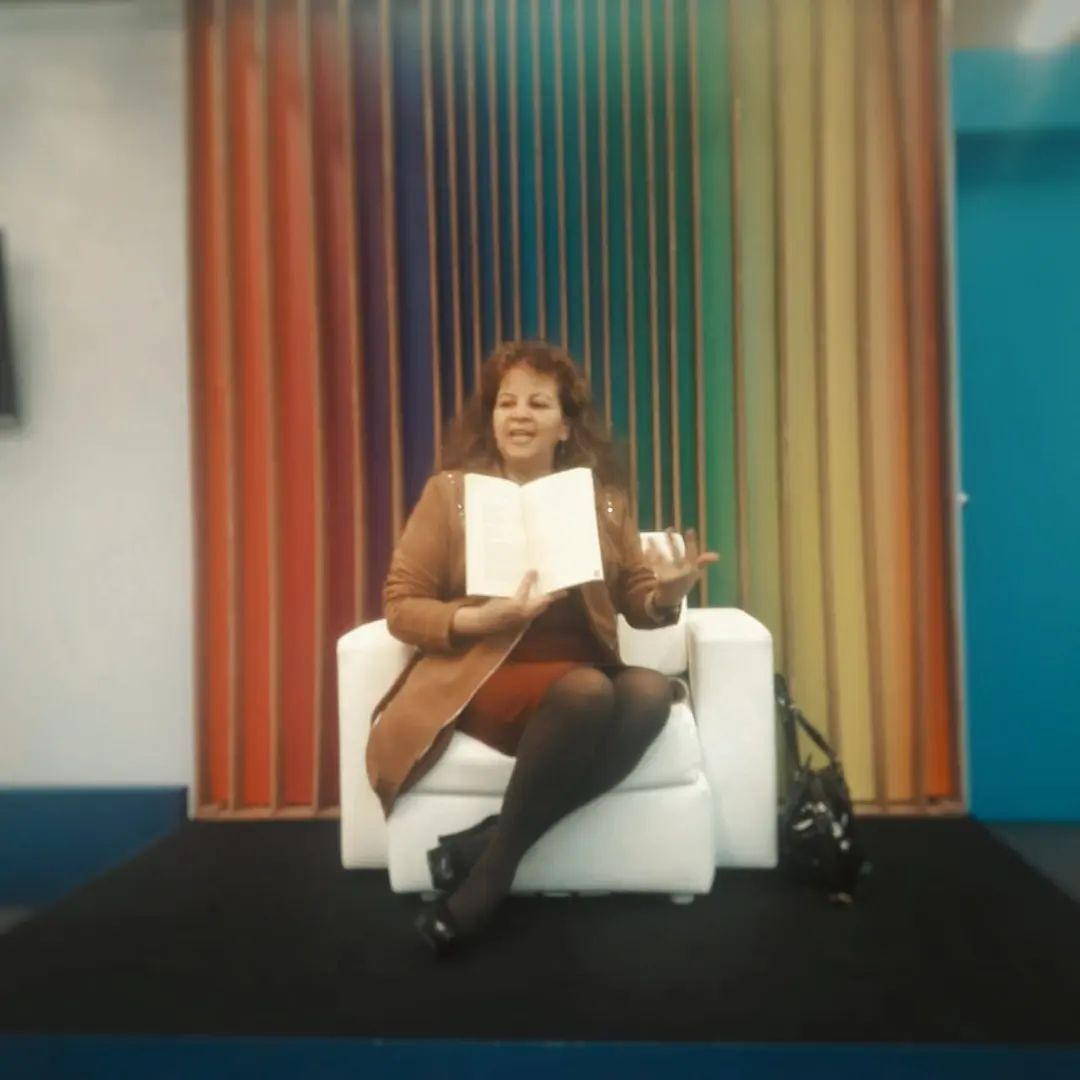
Feria internacional del libro 2022. La escritora colombo-oriental Michelle Yazar en exposición de la antología "crimen en soledad".

"Recorría estas tierras y me perdía en la lejanía de sus figuras dormidas, de hombres apoyados en un descanso, de una fresca brisa que lo acariciaba lentamente. Apacible, mormullándole con tal suavidad para que no despertarse, era tanto el encanto de un suave amor como sus praderas y ríos, que me atraían, cantándome en el suave perfume, el galopar de cristal imponente sacado de algo mágico, como el volar del fénix. Solo la libertad que sentía, donde estábamos solos, pidiéndote hablar sin miedos, solo tú y yo, en estas calles empedradas, de sonrisas de quienes, como yo, disfrutamos de este hermoso atardecer".
Poema "Armenia" 2023
La antología Ecos del dolor, fue publicada en el año 2021 por la misma editorial. En este libro, Michelle participó con su escrito El dolor de Raquel, relato que trata la historia de una niña que vive en el barrio Jerusalén, en ciudad bolívar y quien, por una desafortunada situación, su madre la vende a unos drogadictos del sector, abusando sexualmente de ella. Sin duda, en este relato se muestra la problemática que viven miles de niños y jóvenes en Colombia, a costas de un abuso sexual y las drogas; historia que está basada en el caso de la vida real de una de sus protegidas.

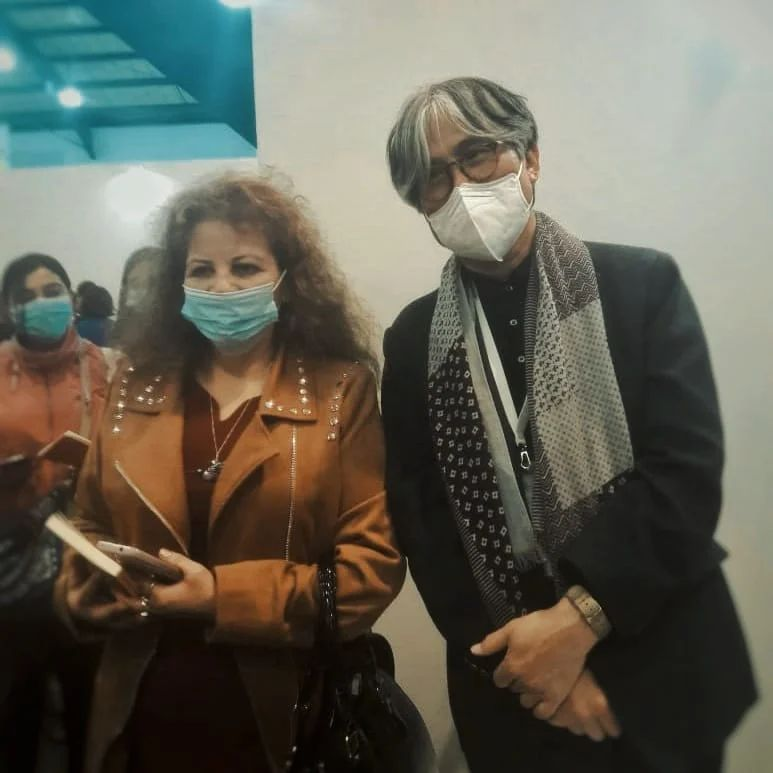
Recuerdo del encuentro entre la escritora Colombo-Oriental Michelle Yazar y el poeta, escritor y profesor sur coreano Lee MoonJae, en la Filbo col 2022.

Luego, Michelle publica su primer escrito de bruma negra, en la antología Crimen en soledad. Cual título “la casona”, refleja el misterio, crimen y terror con cada uno de sus personajes, cuyo contenido es de clasificación B (solo para adultos).
Fans de distintas partes del oriente, como en Kurdistán, Irak,  Turquía, Pakistán, Siria, Irán,  Israel, China, Corea del sur, inician la campaña “el amor en los tiempos del Covid”, cuyo flujo reitero a Yazar, como la escritora del Oriente de esta década.  
El 22 de abril del 2022. Michelle fue invitada, por primera vez, a la Feria Internacional del Libro en Bogotá (FILBO), cuya asistencia fue aplaudida en su público en la web, por ser Corea del sur el país invitado a la Filbo y cuál mayoría de sus seguidores también son de allí. Desde entonces y hasta la fecha, Michelle ha sido invitada cada año a la Filbo.  

Para el mes de septiembre, Michelle lanzó su primer libro independiente en Amazon titulado “¿Quién es Peter?”, una novela de género Thriller, suspenso y crimen, cuál reseña dice:   
"¿Quién es Peter?

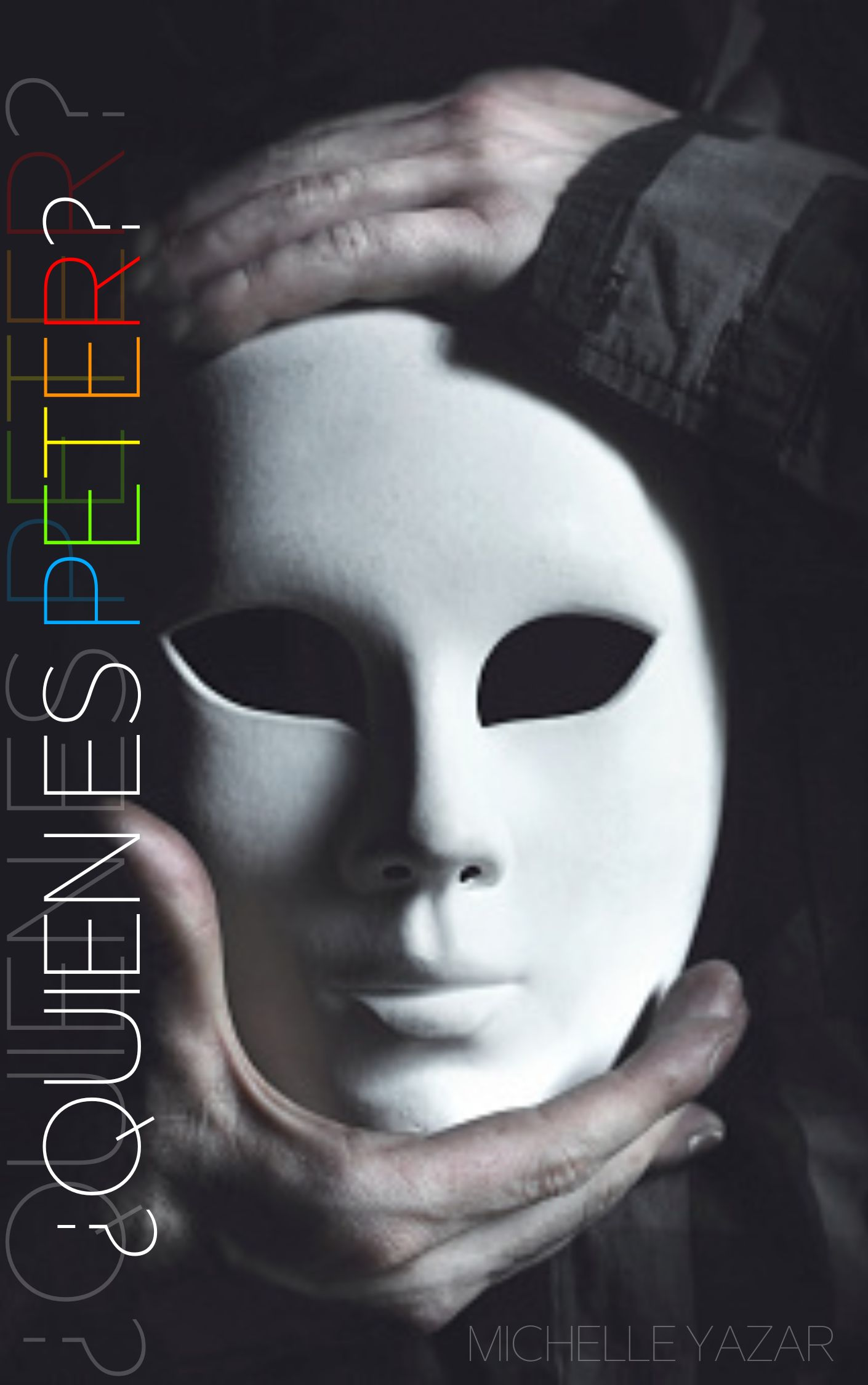
Portada del libro "¿Quién es Peter?" Historia que trata sobre las múltiples personalidades y el crimen organizado en Colombia. Disponible en Amazon.com

Es el joven promedio que, como muchos, tiene sueños y logros que cumplir. Su profesión solo fue el escape para una realidad que lo inundaba, como lo peor de las cloacas.
Cuando no se manejan esas áreas que causan temor o aquellas lagunas cual “por ser aceptados”, en medio de un consumismo, y verse rodeado de tanta facilidad, en el comodín de una vida que, si no se sabe manejar, terminará hastiado con repugnancia.
Las varias caras de Peter, lo con llevarán a caminar en un laberinto sin salida, donde se pregunta y, te pregunto: ¿Dónde terminará?"
Tomado de Amazon.es

Esto demostró por qué la escritora del oriente se ha posicionado como una de las escritoras nuevas, más seguidas y leídas, de las redes sociales e internet, siendo traducido algunos de sus escritos, al Kurdo Soran, al chino simplificado y al inglés.                    
En enero del año 2023, Michelle escribió el artículo “Oso panda, el príncipe de la montaña“, para la edición de la  revista Camino a China, de la Asociación de la amistad Colombo China.     
Fue nominada a la categoría al mejor cuento de suspenso en los premios Volar 2023, con su relato “El Hospital”.     
El pasado mes de junio, lanzó su segundo libro independiente “Azul: 62 Ventanas Al Mundo” por Amazon.com. Como lo titula, son una colección cautivadora de poesía que explora la esencia misma de la existencia humana a través de la naturaleza, el amor, el desamor y la conexión espiritual con Dios. En cada uno de sus 62 poemas, la escritora del oriente, Michelle Yazar nos invita a contemplar diferentes facetas de la vida y nos sumerge en un viaje emocional repleto de belleza y profundidad. “Azul: 62 Ventanas al Mundo“, es un tesoro literario que deleita a los amantes de la poesía y a aquellos que buscan una experiencia introspectiva y enriquecedora. Sin duda, es un viaje que deja con una nueva apreciación por la naturaleza, el amor, el desamor y la espiritualidad.     

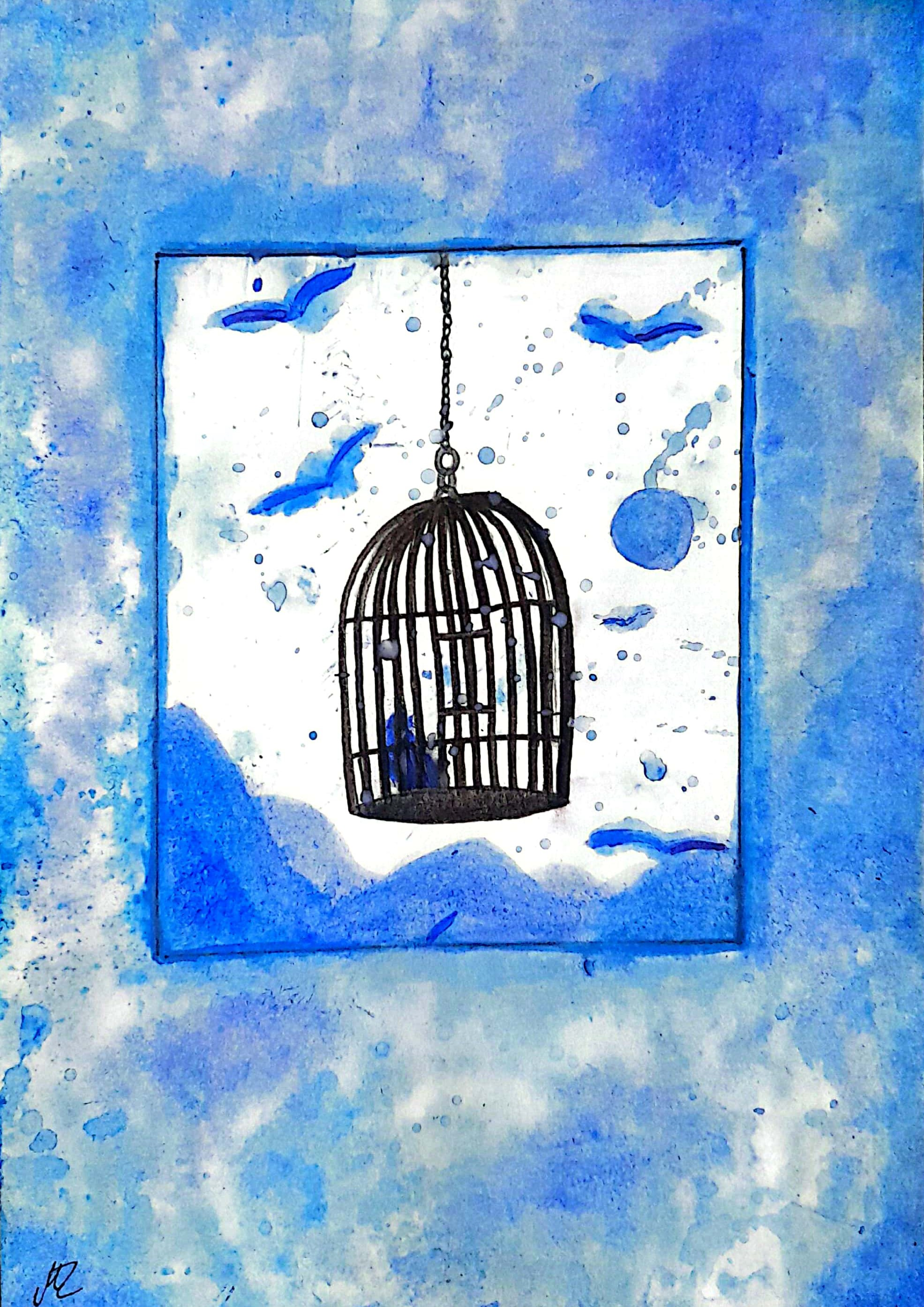
La artista revelación-juvenil colombiana, Suanny Art, se inspiró en el primer poema del libro 1, de esta colección poética, llamada “soñando despierto”, cuál tal fue integrado al libro.

Durante el mes de octubre, Yazar obtuvo grandes logros, Como ser parte de los 30 ganadores del concurso de participación libre en el marco del XXV Encuentro de Poesía y la Palabra 2023. El premio “Noticias del año” fue el galardón que recibió como Directora y CEO para Programa Urbano A fuego, en los Praise Music Awards.     

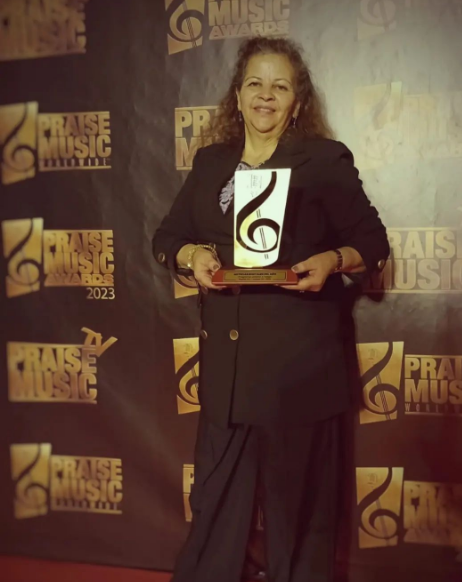
Michelle Yazar, recibiendo el premio como Directora y CEO de Programa Urbano A fuego como “Noticias digitales de año”.

A finales del 2023, fue publicada en revistas literarias como Empo Magazine y la revista Camino a China, de la Asociación de la amistad Colombo China, con su artículo “Una mirada a China”
En los primeros meses del 2025 a través de sus redes sociales, Michelle dio a conocer a su publico la culminación de su especialización en psicología sin dar mas detalles.     
En la actualidad, escribe para dos de las plataformas más prestigiosas de lectura en China, tales como Webnovel. y Noveltoon,  cuyos relatos son traducidos profesionalmente por nativos literarios al mandarín y el inglés.  
Es Guionista del Pódcast en Spotify titulado “Escritos de un Poeta”. 
Yazar, tiene un perfil muy amplio y activo en redes sociales, donde sus fans pueden estar más cerca.